# Tetrastichus varius
Tetrastichus varius är en stekelart som beskrevs av Kostjukov 1978. Tetrastichus varius ingår i släktet Tetrastichus och familjen finglanssteklar. Inga underarter finns listade i Catalogue of Life.